# Ivan Stoyanov (football, 1983)
Ne doit pas être confondu avec Ivan Stoyanov (footballeur bulgare né en 1949).
Ivan Stoyanov (en bulgare : Иван Стоянов), né le 24 juillet 1983 à Sliven en Bulgarie, est un footballeur international bulgare, qui évolue au poste de milieu offensif devenu entraîneur.
Son oncle, Yordan Letchkov, est un ancien footballeur professionnel.

## Biographie

### Carrière en club
Ivan Stoyanov dispute 8 matchs en Ligue des champions, pour deux buts inscrits, et 16 matchs en Ligue Europa, pour un but inscrit. 

### Carrière internationale
Ivan Stoyanov compte 12 sélections avec l'équipe de Bulgarie entre 2004 et 2012.
Il est convoqué pour la première fois en équipe de Bulgarie par le sélectionneur national Hristo Stoitchkov, pour un match amical contre l'Azerbaïdjan le 17 novembre 2004 (0-0). 
Il reçoit sa dernière sélection le 15 août 2012 lors d'un match amical contre Chypre. Le match se solde par une victoire 1-0 des Bulgares.

## Palmarès

### En club
- Avec le Ludogorets Razgrad
  - Champion de Bulgarie en 2012, 2013 et 2014
  - Vainqueur de la Coupe de Bulgarie en 2012
  - Vainqueur de la Supercoupe de Bulgarie en 2012

### Distinctions personnelles
- Meilleur buteur du Championnat de Bulgarie en 2012 (16 buts)